# ديرميات
الديرميات (الاسم العلمي: Dermateaceae)، فصيلة فطريات من رتبة المسماريات. معظم أنواعه هي من مسببات الأمراض النباتية وبعضها رمّام.